# Joop Harmans

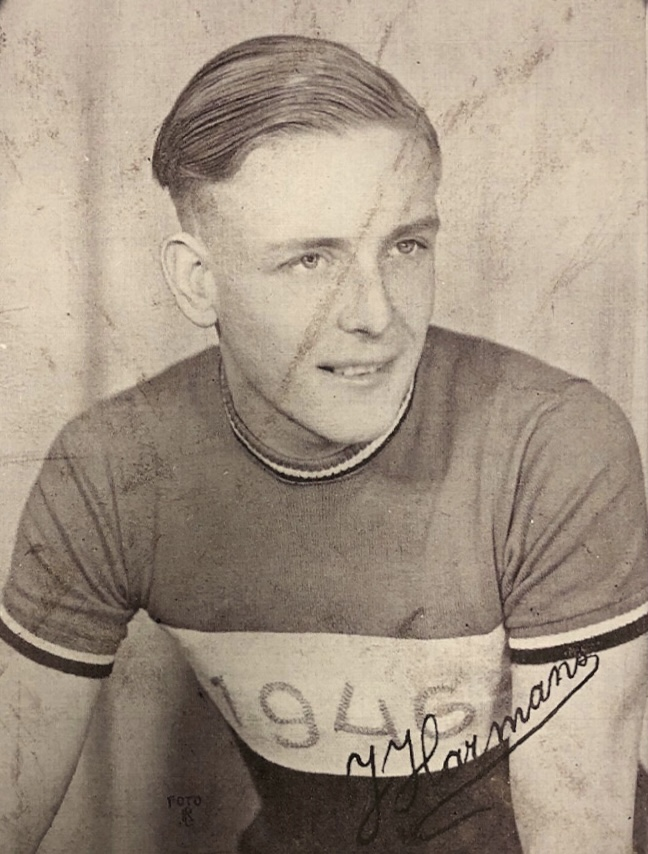
Joop Harmans (1946)

Johannes Jozephus Franciscus „Joop“ Harmans (* 29. Oktober 1921 in Amsterdam; † 2. Februar 2015 ebenda) war ein niederländischer Radrennfahrer und nationaler Meister im Radsport.

## Sportliche Laufbahn
Harmans war im Bahnradsport und im Straßenradsport aktiv. Er war Teilnehmer der Olympischen Sommerspiele 1948 in London. In der Mannschaftsverfolgung blieb der niederländische Bahnvierer mit Gerrit Voorting, Joop Harmans, Theo Blankenaauw und Henk Faanhof unplatziert.
1946 gewann er den nationalen Titel im Punktefahren der Amateure. Auf der Straße wurde er zweimal Vierter in der Ronde van Noord-Holland.

## Berufliches
Harmans betrieb eine Fahrradwerkstatt in Amsterdam-Noord, die er zu mehreren Filialen erweiterte. Sein Schwiegersohn Leen und seine Tochter Elly übernahmen 1985 das Familienunternehmen. In den folgenden Jahren traten auch die Söhne Eric und Richard in das Unternehmen ein.